# Natthapong Promorn
Natthapong Promorn (thailändisch ณัฐพงศ์ พรมอ่อน; * 21. August 2002), auch als O bekannt, ist ein thailändischer Fußballspieler.

## Karriere
Natthapong Promorn erlernte das Fußballspielen in der Schulmannschaft des Assumption College Thonburi. Seinen ersten Vertrag unterschrieb er im Sommer 2021 beim Drittligisten Prime Bangkok FC. Mit dem Verein aus der Hauptstadt Bangkok bestritt er 16 Ligaspiele in der Bangkok Metropolitan Region der Liga. Im Juli 2024 wechselte er zum Erstligisten Sukhothai FC. Nach der Hinrunde wechselte er im Januar 2025 auf Leihbasis zum Zweitligisten Chainat Hornbill FC. Sein Zweitligadebüt für den Verein aus Chainat gab Natthapong Promorn am 26. Januar 2025 (21. Spieltag) im Auswärtsspiel gegen den Ayutthaya United FC. Bei der 2:1-Niederlage wurde er in der 90. Minute für Phurewat Aunthong eingewechselt.